# Субино
Субино (укр. Субине) — село на Украине, основано в 1680 году, находится в Коростенской городской общине Житомирской области.
Код КОАТУУ — 1822386203. Население по переписи 2001 года составляет 71 человек. Почтовый индекс — 11540. Телефонный код — 4142. Занимает площадь 0,449 км².